# Euomphalia
Euomphalia is een geslacht van weekdieren uit de klasse van de Gastropoda (slakken).

## Soorten
- Euomphalia aristata (Krynicki, 1836)
- Euomphalia mediata (Westerlund, 1888)
- Euomphalia schileykoi Schikov & Palatov, 2022
- Euomphalia strigella (Draparnaud, 1801)